# Discoteque (пісня)
«Discoteque» — пісня литовського попрок-гурту The Roop. Представлятиме Литву на пісенному конкурсі Євробачення 2021 у Роттердамі, Нідерланди, після перемоги в попередньому відбірковому конкурсі Pabandom iš Naujo! 2021 року.

## На Євробаченні
65-й конкурс Євробачення відбудеться в Роттердамі, Нідерланди, і складатиметься з двох півфіналів 18 травня та 20 травня 2021 року та фіналу 22 травня 2021 року Згідно з правилами Євробачення, усі країни-учасниці, крім країни-господарки та країн Великої п'ятірки, що складається з Франції, Італії, Іспанії, Німеччини та Великої Британії, повинні кваліфікуватися з півфіналів, аби виступити у фіналі (10 країн з кожного півфіналу). 17 листопада 2020 року оголосили, що Литва виступить у першій половині першого півфіналу конкурсу.

## Персонал
Кредити адаптовані від Tidal.
- Лайсвунас Черновас — продюсер, клавішник, майстер, мікшер, сценарист
- Вайдотас Валюкевичюс — продюсер, клавішні, мікшер, вокал, сценарист
- Робертас Баранаускас — бас, клавішні, письменник
- Мантас Банішаускас — гітара, письменник
- The Roop — вокал
- Ілкка Віртанен — автор
- Калле Ліндрот — автор

## Трек-лист
- Цифрове завантаження

1. «Discoteque» – 3:00

## Чарти
| Чарт (2021)   | Найвища позиція |
| ------------- | --------------- |
| Литва (AGATA) | 1               |

## Історія випусків
| Регіон   | Дата               | Формат (и)                 | Етикетка       | Ref.  |
| -------- | ------------------ | -------------------------- | -------------- | ----- |
| Варіації | 21 січня 2021 року | Digital download streaming | Musica Publica | [ 6 ] |